# Bayse
Die Bayse (häufig auch Baïse geschrieben) ist ein Fluss in Frankreich, der im Département Pyrénées-Atlantiques in der Region Nouvelle-Aquitaine verläuft. Sie entspringt an der Gemeindegrenze von Lasseubetat und Gan, entwässert generell in nordwestlicher Richtung und mündet nach rund 41 Kilometern im Gemeindegebiet von Abidos als linker Nebenfluss in den Gave de Pau.

## Orte am Fluss
(Reihenfolge in Fließrichtung)
- Lasseubetat
- Lasseube
- Lacommande
- Parbayse
- Abos
- Pardies
- Mourenx
- Os-Marsillon
- Abidos